# 일본방송협회 방송국 목록
이 글은, NHK가 일본 각 지역에 설치한 지역 방송국 목록으로 도쿄의 방송센터를 포함해 54개의 방송국, 14개의 지국이 존재한다.
굵은 글씨로 표시한 방송국은 각 지역의 거점이 되는 지역거점방송국이며 동일 도도부현내에 여러개의 방송국이나 지국이 존재하는 경우 그 관할 지역을 따로 서술했다.

## 방송국 목록

### 홋카이도 지방
| 방송국명              | 소재 시구       | 관할구역·업무                                                                                |
| --------------------- | --------------- | -------------------------------------------------------------------------------------------- |
| NHK 삿포로 방송국     | 삿포로시 주오구 | 이시카리 지청, 시리베시 지청, 소라치 지청 중남부 (아사히카와 방송국 관할 구역을 제외한 지역) |
| NHK 하코다테 방송국   | 하코다테시      | 오시마 지청, 히야마 지청                                                                     |
| NHK 아사히카와 방송국 | 아사히카와시    | 가미카와 지청, 루모이 지청, 소야 지청, 소라치 지청 북부                                      |
| NHK 오비히로 방송국   | 오비히로시      | 도카치 지청                                                                                  |
| NHK 구시로 방송국     | 구시로시        | 구시로 지청, 네무로 지청 (쿠릴 열도 남부도 2차 세계 대전 이전에는 방송 구역)                 |
| NHK 기타미 방송국     | 기타미시        | 아바시리 지청                                                                                |
| NHK 무로란 방송국     | 무로란시        | 이부리 지청, 히다카 지청                                                                     |

### 도호쿠 지방
| 도도부현   | 방송국명            | 소재 시구         | 관할구역·업무                               |
| ---------- | ------------------- | ----------------- | ------------------------------------------- |
| 미야기현   | NHK 센다이 방송국   | 센다이시 아오바구 |                                             |
| 아키타현   | NHK 아키타 방송국   | 아키타시          |                                             |
| 야마가타현 | NHK 야마가타 방송국 | 야마가타시        | 무라야마 지방, 모가미 지방 및 오키타마 지방 |
| 야마가타현 | NHK 쓰루오카 지국   | 쓰루오카시        | 쇼나이 지방                                 |
| 이와테현   | NHK 모리오카 방송국 | 모리오카시        |                                             |
| 후쿠시마현 | NHK 후쿠시마 방송국 | 후쿠시마시        |                                             |
| 후쿠시마현 | NHK 고리야마 지국   | 고리야마시        |                                             |
| 후쿠시마현 | NHK 이와키 지국     | 이와키시          |                                             |
| 아오모리현 | NHK 아오모리 방송국 | 아오모리시        |                                             |
| 아오모리현 | NHK 히로사키 지국   | 히로사키시        |                                             |
| 아오모리현 | NHK 하치노헤 지국   | 하치노헤시        |                                             |

### 간토·고신에쓰 지방
| 도도부현   | 방송국명                         | 소재 시구           | 관할구역·업무 |
| ---------- | -------------------------------- | ------------------- | ------------- |
| 도쿄도     | NHK 방송 센터 (수도권 방송 센터) | 도쿄도 시부야구     |               |
| 도쿄도     | NHK 지요다 방송 회관             | 도쿄도 지요다구     |               |
| 나가노현   | NHK 나가노 방송국                | 나가노시            |               |
| 나가노현   | NHK 마쓰모토 지국                | 마쓰모토시          |               |
| 니가타현   | NHK 니가타 방송국                | 니가타시 주오구     |               |
| 야마나시현 | NHK 고후 방송국                  | 고후시              |               |
| 가나가와현 | NHK 요코하마 방송국              | 요코하마시 나카구   |               |
| 군마현     | NHK 마에바시 방송국              | 마에바시시          |               |
| 이바라키현 | NHK 미토 방송국                  | 미토시              |               |
| 도치기현   | NHK 우쓰노미야 방송국            | 우쓰노미야시        |               |
| 지바현     | NHK 지바 방송국                  | 지바시 주오구       |               |
| 사이타마현 | NHK 사이타마 방송국              | 사이타마시 우라와구 |               |

### 도카이·호쿠리쿠 지방
| 도도부현   | 방송국명            | 소재 시구           | 관할구역·업무                                                                                              |
| ---------- | ------------------- | ------------------- | --- |
| 아이치현   | NHK 나고야 방송국   | 나고야시 히가시구   | 아래 서술된 곳 이외의 시군                                                                                 |
| 아이치현   | NHK 도요하시 지국   | 도요하시시          | 도요하시시, 도요카와시, 오카자키시, 누카타군, 가마고리시, 호이군, 하즈군, 다하라시, 신시로시, 기타시타라군 |
| 이시카와현 | NHK 가나자와 방송국 | 가나자와시          | |
| 시즈오카현 | NHK 시즈오카 방송국 | 시즈오카시 아오이구 | 아래 서술된 곳 이외의 시군                                                                                 |
| 시즈오카현 | NHK 하마마쓰 지국   | 하마마쓰시 나카구   | 하마마쓰 시, 고사이시, 이와타시, 슈치군, 후쿠로이시, 가케가와시, 기쿠가와시, 오마에자키시                  |
| 후쿠이현   | NHK 후쿠이 방송국   | 후쿠이시            | |
| 도야마현   | NHK 도야마 방송국   | 도야마시            | |
| 미에현     | NHK 쓰 방송국       | 쓰시                | |
| 기후현     | NHK 기후 방송국     | 기후시              | |
| 기후현     | NHK 다카야마 지국   | 다카야마시          | |

### 간사이 지방
| 도도부현   | 방송국명            | 소재 시구       | 관할구역·업무 |
| ---------- | ------------------- | --------------- | ------------- |
| 오사카부   | NHK 오사카 방송국   | 오사카시 주오구 |               |
| 교토부     | NHK 교토 방송국     | 교토시 가미교구 |               |
| 효고현     | NHK 고베 방송국     | 고베시 주오구   |               |
| 효고현     | NHK 히메지 지국     | 히메지시        |               |
| 와카야마현 | NHK 와카야마 방송국 | 와카야마시      |               |
| 나라현     | NHK 나라 방송국     | 나라시          |               |
| 시가현     | NHK 오쓰 방송국     | 오쓰시          |               |

### 주고쿠·시코쿠 지방

#### 주고쿠 지역
| 도도부현   | 방송국명            | 소재 시구         | 관할구역·업무                                                                    |
| ---------- | ------------------- | ----------------- | -------------------------------------------------------------------------------- |
| 히로시마현 | NHK 히로시마 방송국 | 히로시마시 나카구 | 아래 서술된 곳 이외의 시군                                                       |
| 히로시마현 | NHK 후쿠야마 지국   | 후쿠야마시        | 후쿠야마시, 오노미치시, 후추시, 미요시시, 쇼바라시, 미하라시, 진세키군 및 세라군 |
| 오카야마현 | NHK 오카야마 방송국 | 오카야마시        |                                                                                  |
| 시마네현   | NHK 마쓰에 방송국   | 마쓰에시          |                                                                                  |
| 돗토리현   | NHK 돗토리 방송국   | 돗토리시          |                                                                                  |
| 돗토리현   | NHK 요나고 지국     | 요나고시          |                                                                                  |
| 야마구치현 | NHK 야마구치 방송국 | 야마구치시        | 시모노세키 시에서 일어난 사건 보도 이외의 모든 업무                              |
| 야마구치현 | NHK 시모노세키 지국 | 시모노세키시      | 시모노세키 시에서 일어난 사건 보도                                               |

#### 시코쿠 지역
| 도도부현   | 방송국명            | 소재 시구  | 관할구역·업무 |
| ---------- | ------------------- | ---------- | ------------- |
| 에히메현   | NHK 마쓰야마 방송국 | 마쓰야마시 |               |
| 고치현     | NHK 고치 방송국     | 고치시     |               |
| 도쿠시마현 | NHK 도쿠시마 방송국 | 도쿠시마시 |               |
| 가가와현   | NHK 다카마쓰 방송국 | 다카마쓰시 |               |

### 규슈·오키나와지방
| 도도부현   | 방송국명            | 소재 시구               | 관할구역·업무                                                                      |
| ---------- | ------------------- | ----------------------- | ---------------------------------------------------------------------------------- |
| 후쿠오카현 | NHK 후쿠오카 방송국 | 후쿠오카시 주오구       | 후쿠오카 도시권 및 지쿠고 지역                                                     |
| 후쿠오카현 | NHK 기타큐슈 방송국 | 기타큐슈시 고쿠라기타구 | 기타큐슈·온가·게이치쿠 및 지쿠호(※)의 각지구                                       |
| 구마모토현 | NHK 구마모토 방송국 | 구마모토시              |                                                                                    |
| 나가사키현 | NHK 나가사키 방송국 | 나가사키시              | 아래 서술된 곳 이외의 시군                                                         |
| 나가사키현 | NHK 사세보 지국     | 사세보시                | 사세보시, 히가시소노기군, 히라도시, 마쓰우라시, 기타마쓰우라군, 이키시 및 쓰시마시 |
| 가고시마현 | NHK 가고시마 방송국 | 가고시마시              |                                                                                    |
| 미야자키현 | NHK 미야자키 방송국 | 미야자키시              |                                                                                    |
| 오이타현   | NHK 오이타 방송국   | 오이타시                |                                                                                    |
| 사가현     | NHK 사가 방송국     | 사가시                  |                                                                                    |
| 오키나와현 | NHK 오키나와 방송국 | 나하시                  |                                                                                    |

※표의 지역은, 보도에 대해서는 후쿠오카국과 기타큐슈국에서 상황에 따라 분담하며, 보통은 후쿠오카국이 보도주체가 되고 있다.

## 지상 디지털 텔레비전 방송의 개시일
- 2003년 12월 1일 - 도쿄, 나고야, 오사카각 국의 종합·교육 텔레비전
- 2004년 10월 1일 - 미토국의 종합과 교육 텔레비전 중계국【도쿄】, 도야마국의 종합·교육 텔레비전
- 2004년 11월 1일 - 기후국의 종합텔레비전
- 2004년 12월 1일 - 고베국의 종합과 교육 중계국【오사카】
- 2005년 4월 1일 - 쓰【나고야】, 오쓰【오사카】각 국의 종합과 교육 중계국 및교토, 나라각 국의 종합 텔레비전
- 2005년 6월 1일 - 시즈오카국의 종합·교육, 와카야마국의 종합과 교육 중계국【오사카】
- 2005년 12월 1일 - 센다이, 아오모리, 아키타, 모리오카, 야마가타, 후쿠시마각 국의 종합·교육 텔레비전
- 2006년 4월 1일 - 니가타, 나가노, 고후, 후쿠오카, 오키나와각 국의 종합·교육 텔레비전
- 2006년 5월 1일 - 후쿠이국의 종합·교육
- 2006년 6월 1일 - 삿포로국의 종합·교육
- 2006년 7월 1일 - 가나자와국의 종합·교육
- 2006년 10월 1일 - 히로시마, 돗토리, 마쓰에, 야마구치, 마쓰야마, 도쿠시마, 코치, 기타큐슈각 국의 종합·교육 텔레비전
- 2006년 12월 1일 - 오카야마, 타카마츠, 사가, 나가사키, 구마모토, 오이타, 미야자키, 가고시마각 국의 종합·교육 텔레비전
- 2007년 10월 1일 - 하코다테, 아사히카와, 구시로, 오비히로, 기타미, 무로란각 국의 종합·교육

※ 주의 - 디지털 교육 텔레비전 중심방송국은 도쿄의 방송센터이며,그 이외는 모두 중계국이다.덧붙여 위에서 「교육 중계국」으로 표기한 방송국은, 3대도시권에서 교육 텔레비전 거점 중계국으로 개국한 방송국이며,【　】안은 그 거점 방송국을 표시한 것이다.

## 지국 재편에 대해
여기에 나온 14개의 지국은 원래 <방송국>이었지만, 프로그램 제작·방송 기능이 없었기 때문에 경영합리화의 일환으로 1988년 7월 22일 지국으로 격하되었다. 이 때, 홋카이도의 오타루 방송국과 이와미자와 방송국은 보도 부문만 남아 보도실로 격하되었다.
NHK는 그 후에도 경영합리화를 진행하고 있어 일부지국의 경우 영업활동마저 그 지국을 관할하는 방송국으로 통합되고 있다. 그리고 NHK는, 수신료 수수 업무 합리화가 요구되면서 방문 수금 제도를 폐지하고 계좌이체·편의점을 통한 수신료 수납방법 등을 계획하고 있다.